# La Palma, Zapotlanejo
La Palma är en ort i Mexiko.   Den ligger i kommunen Zapotlanejo och delstaten Jalisco, i den centrala delen av landet, 400 km väster om huvudstaden Mexico City. La Palma ligger 1 577 meter över havet och antalet invånare är 145.
Terrängen runt La Palma är kuperad åt sydost, men åt nordväst är den platt. Terrängen runt La Palma sluttar västerut. Runt La Palma är det ganska tätbefolkat, med 75 invånare per kvadratkilometer. Närmaste större samhälle är Zapotlanejo, 3,0 km väster om La Palma. I omgivningarna runt La Palma växer huvudsakligen savannskog.